# Noble-Nunatak
Der Noble-Nunatak ist ein isolierter Nunatak im westantarktischen Marie-Byrd-Land. Er ragt 13 km nördlich des Widich-Nunatak an der Nordseite des Shimizu-Eisstroms im nördlichen Teil der Horlick Mountains auf.
Der United States Geological Survey kartierte ihn anhand eigener Vermessungen und mithilfe von Luftaufnahmen der United States Navy aus den Jahren von 1959 bis 1960. Das Advisory Committee on Antarctic Names benannte ihn 1962 nach William C. Noble, Meteorologe auf der Byrd-Station im antarktischen Winter des Jahres 1958.